# سوهاوه
سوهاوه (به انگلیسی: Sohawa) یک شهر در پاکستان است که در ناحیه جهلم واقع شده‌است. سوهاوه ۵۰۸ متر بالاتر از سطح دریا واقع شده‌است.